# 尹才鉀
尹才鉀（：／ Yun Jae-kap，1955年2月10日—），大韓民國自由派政治人物，現任韩国国会議員。